# راء صغير الورق
راء صغير الورق أو آرى صغير الورق (الاسم العلمي: Aerva microphylla)، نوع نبات من فصيلة القطيفية.
إنه مستوطن في أرخبيل سقطرى قبالة سواحل شرق إفريقيا، وجزء من يابسة اليمن.
موائله الطبيعية هي الغابات الجافة الشبه الاستوائية أو المدارية.